# Little Whernside
Little Whernside är ett berg i Storbritannien.   Det ligger i grevskapet North Yorkshire och riksdelen England, i den centrala delen av landet, 300 km norr om huvudstaden London. Toppen på Little Whernside är 604 meter över havet, eller 77 meter över den omgivande terrängen. Bredden vid basen är 1,9 km.
Terrängen runt Little Whernside är huvudsakligen lite kuperad.Runt Little Whernside är det ganska tätbefolkat, med 116 invånare per kvadratkilometer. Närmaste större samhälle är Leyburn, 15,2 km nordost om Little Whernside. Trakten runt Little Whernside består i huvudsak av gräsmarker.